# Pic Kuna
Pour les articles homonymes, voir Kuna.
Le pic Kuna (en anglais : Kuna Peak) est un sommet de la Sierra Nevada, aux États-Unis. Il culmine à 3 963 mètres d'altitude à la frontière entre le comté de Mono et le comté de Tuolumne et entre la Yosemite Wilderness du parc national de Yosemite et l'Ansel Adams Wilderness dans la forêt nationale d'Inyo, en Californie.